# قلعه زندان
قلعه زندان (قلعه چهارطاق) مربوط به دوره ساسانیان - قرون اولیه دوران‌های تاریخی پس از اسلام در بخش بردخون از توابع شهرستان دیر استان بوشهر است که در ۶ کیلومتری شمال شرق شهر بردخون و ۴ کیلومتری جنوب شرق روستای شهنیا واقع شده‌است. این اثر در تاریخ ۹ اردیبهشت ۱۳۸۲ با شمارهٔ ثبت ۸۳۹۸ به‌عنوان یکی از آثار ملی ایران به ثبت رسیده‌است.
این قلعه تنها اثر باستانی ثبت ملی مربوط به بخش بردخون است که در نقطه تلاقی دره زندان با دره باشکوه (دره اصلی) و بلافاصله پس از تپه‌های شن‌های روان و در ابتدای دشت‌های منتهی به کوه درنگ قرار دارد. این قلعه به صورت چهارگوش مستطیلی (۹۰ متر در ۷۰ متر) می‌باشد و همجوار آن زمینهای کشاورزی قرار دارد.

دیواره شمالی قلعه زندان

ویرانه‌های قلعه زندان